# Pacetluky
Pacetluky település Csehországban, Kroměříži járásban. Pacetluky Kostelec u Holešova, Roštění, Prusinovice és Bořenovice településekkel határos. Lakosainak száma 244 fő (2024. január 1.).

## Népesség
A település lakosságának változását az alábbi diagram mutatja:
| Lakosok száma | 243  | 302  | 286  | 312  | 272  | 214  | 234  | 220  | 212  | 244  |
|               | 1869 | 1900 | 1921 | 1961 | 1980 | 2011 | 2016 | 2019 | 2021 | 2024 |